# Ordine di Aleksandr Nevskij (Federazione Russa)
L'Ordine di Aleksandr Nevskij (in russo О́рден Алекса́ндра Не́вского?, Orden Aleksandra Nevkogo) è un'onorificenza della Federazione Russa.

## Storia
Derivato dall'antico Ordine Imperiale di Sant'Aleksandr Nevskij, l'attuale Ordine è stato fondato il 7 settembre 2010 ed è stato assegnato per la prima volta il 15 dicembre dello stesso anno.

## Assegnazione
L'ordine viene assegnato a cittadini russi:
- che occupano posizioni di servizio pubblico, per un merito particolare personale nella costruzione dello Stato, per molti anni di servizio onesto e ottimi risultati raggiunti da essi compiuti nell'esercizio delle loro funzioni, per il rafforzamento dell'autorità internazionale della Russia, per la difesa del paese, dell'economia, della scienza, dell'istruzione, dei servizi di cultura, dell'arte, della salute e altri;
- per lo straordinario successo individuale nei settori dell'industria, della ricerca, del sociale, della cultura, dell'educazione e altre attività socialmente utili.

L'Ordine può essere assegnato a esponenti politici stranieri e personaggi pubblici, rappresentanti del mondo delle imprese in paesi stranieri per i contributi allo sviluppo della cooperazione multilaterale con la Federazione Russa e per l'aver contribuito al suo sviluppo socioeconomico.

## Insegne
- L'insegna è una croce patente smaltata di rosso e placcata in oro, tra i bracci della croce vi è un'aquila bicipite, simbolo della Federazione Russa. Al centro della croce vi è un medaglione raffigurante Aleksandr Nevskij a cavallo rivolto verso sinistra.
- Il nastro è rosso con una sottile striscia gialla al centro.

## Insigniti
1. Boris Gryzlov (15 dicembre 2010) - Presidente della Duma di Stato e dell'Assemblea Federale della Federazione Russa
2. Cirillo I (7 gennaio 2011) - Patriarca di Mosca e di Tutte le Russie
3. Aleskej Sokolov (8 febbraio 2011) - Presidente Onorario del Consiglio dei Veterani
4. Jurij Osipov (22 aprile 2011) - Presidente dell'Accademia russa delle scienze
5. Sergej Leonidovič Sokolov (23 giugno 2011) - Maresciallo dell'Unione Sovietica
6. Valentin Rasputin (1º settembre 2011) - Scrittore
7. Vasilij Ivanovič Petrov (24 febbraio 2012) - Maresciallo dell'Unione Sovietica
8. Nikolaj Kut'in (30 maggio 2012) - Capo del Servizio Federale per l'Ambiente, la Vigilanza Tecnologica e Nucleare
9. Franc Adamovič Klincevič (31 luglio 2012) - Vice Presidente della Duma di Stato e del Comitato della Difesa
10. Valentin Mazikin (29 dicembre 2012) -  Primo Vice Governatore della Regione di Kemerovo
11. Vladimir Savvič Kotlkarov (30 dicembre 2012) - Membro permanente del Santo Sinodo della Chiesa ortodossa russa
12. Anatolij Sazonovič Koroteev (2 febbraio 2013) - Direttore generale del Centro Scientifico Statale della Federazione Russa
13. Ivan Kuz'mič Mironov (11 febbraio 2013) - Vice Presidente del Governo della Regione di Samara e Responsabile della Sicurezza Pubblica della Regione di Samara
14. Leonid Moskvin (4 marzo 2013) - Capo dell'Istituto federale del bilancio dello Stato dell'Università Statale di San Pietroburgo
15. Oganes Misakovič Vartanov (19 marzo 2013) - Membro del Consiglio dei Veterani delle Forze Armante e della Direzione Generale del Ministero della Difesa della Federazione Russa
16. Pëtr Bujlov (25 marzo 2013) - Allenatore del campo comunale dell'istituto scolastico di istruzione supplementare del distretto della città di Ufa in Baschiria
17. Igor' Tverjakov (25 marzo 2013) - Direttore del bilancio dell'istituto scolastico di istruzione supplementare del distretto della città di Ufa in Baschiria
18. Tat'jana Pokrovskaja (12 aprile 2013) - Capo allenatore della squadra nazionale russa di nuoto sincronizzato del "Centro per l'Allenamento delle squadre di Russia" a Mosca
19. Sergej Nikolaevič Lebedev (22 aprile 2013) - Presidente del Comitato Esecutivo e Segretario Esecutivo della Comunità di Stati Indipendenti
20. Valentina Vladimirovna Tereškova (12 giugno 2013) - Vice Presidente del Comitato della Duma di Stato per gli affari esteri
21. Vladimir Ėtuš (29 giugno 2013) - Direttore artistico dell'Istituto Teatrale "Boris Ščukin" presso il Teatro Accademico di Stato "Vachtangov" di Mosca
22. Vladimir, Metropolita di Kiev e di Tutta l'Ucraina (11 luglio 2013) - Primate della Chiesa ortodossa ucraina
23. Metropolita Filaret (11 luglio 2013) - Metropolita di Minsk e Sluck, esarca patriarcale di tutta la Bielorussia
24. Igor' Šuvalov (25 luglio 2013) - Primo Vice Primo Ministro della Federazione Russa
25. Gerasim Nazarenko (2 settembre 2013) - Vice Direttore di Dipartimento e Direttore del Centro Medico della Banca Centrale della Federazione Russa a Mosca
26. Junus-bek Bamatgireevič Evkurov (2 settembre 2013) - Presidente della Repubblica di Inguscezia
27. Georgij Poltavčenko (10 settembre 2013) - Governatore di San Pietroburgo
28. Aleksandr Ivanovič Bastrykin (13 settembre 2013) - Ufficiale
29. Aleksandr Maksovič Šilov (13 settembre 2013) - Ritrattista
30. Vladimir Fortov (21 dicembre 2013) - Presidente dell'Accademia Russa delle Scienze
31. Daniil Aleksandrovič Granin (21 dicembre 2013) - Scrittore e presidente della Fondazione internazionale di carità
32. Vasilij Semënovič Lanovoj (21 dicembre 2013) - Artista
33. Viktor Kolodjažnyj (14 gennaio 2014) - Responsabile del Servizio federale per la registrazione di Stato, catasto e cartografia nella regione di Krasnodar
34. Vladimir Nikolaevic Ševčenko (13 febbraio 2014) - Consigliere di Stato della Federazione Russa di I Classe
35. Nikolaj Kuz'mič Zorčenko (13 febbraio 2014) - Capitano della nave scuola a vela "Sedov"
36. Vladimir Igorevič Kožin (5 marzo 2014) - Responsabile del Presidente della Federazione Russa
37. Viktor Antonovič Sadovničij (5 marzo 2014) - Rettore del bilancio dell'Istituto statale federale di alta educazione professionale dell'Università Statale di Mosca M. V. Lomonosov
38. Sergej Ivanovič Menjajlo (20 aprile 2014) - Governatore ad interim della città di Sebastopoli
39. Sergej Aleksandrovič Popov (20 aprile 2014) -  Presidente del Comitato della Duma di Stato sulle norme e l'organizzazione della stessa
40. Jurij Čichančin (20 aprile 2014) - Direttore del Servizio federale per il monitoraggio finanziario
41. Aman Tuleev (16 maggio 2014) - Governatore dell'Oblast' di Kemerovo
42. Michail Moseev (28 maggio 2014) - Vice Presidente del Comitato della Duma di Stato sul Lavoro, Politiche Sociali e Affari dei Veterani
43. Gennadij Zjuganov (23 giugno 2014) - Deputato della Duma di Stato dell'Assemblea Federale della Federazione Russa, membro del Comitato della Duma di Stato per la Scienza e l'Alta Tecnologia
44. Valentin Čajka (23 giugno 2014) - Deputato della Duma di Stato dell'Assemblea Federale della Federazione Russa
45. Rivner Fazylovič Ganiev (14 agosto 2014) - Direttore dell'istituzione del bilancio dell'Istituto scientifico di ingegneria "Blagonravov" dell'Accademia Russa delle Scienze a Mosca
46. Blagonravov Ovodenko (14 agosto 2014) - Rettore dell'Istituto federale autonomo di Stato di formazione ed educazione e formazione professionale "Università Statale di San Pietroburgo di Strumentazione Aerospaziale"
47. Igor' Najval't (14 agosto 2014) - Presidente della società a responsabilità limitata "Baltic Construction Company», Mosca
48. Aljaksandr Lukašėnka (30 agosto 2014) - Presidente della Repubblica di Bielorussia e Segretario del Consiglio Supremo dell'Unione Russia-Bielorussia
49. Grigorij Karasin (10 settembre 2014) - Segretario di Stato e Vice Ministro degli Affari Esteri della Federazione Russa
50. Evgenij Maksimovič Primakov (25 ottobre 2014) - Presidente del Consiglio di Amministrazione di Open Joint Stock Company "RTI", Mosca
51. Maksim Matveevic Zagorul'ko (25 ottobre 2014) - Consigliere del Rettore della Istituzione scolastica e accademica federale autonoma di Stato di alta formazione professionale "Università Statale di Volgograd"
52. Sergej Naryškin (27 ottobre 2014) - Presidente della Duma di Stato dell'Assemblea Federale della Federazione Russa
53. Valerij Grajfer (5 dicembre 2014) - Presidente del Consiglio di Amministrazione dell'Open Joint Stock Company "Compagnia petrolifera" LUKOIL", Mosca
54. Ivan Sluchaj (5 dicembre 2014) - Presidente della organizzazione pubblica di Mosca dei veterani di guerra (partecipanti, invalidi e pensionati della Grande Guerra Patriottica)
55. Michail Borisovič Piotrovskij (5 dicembre 2014) - Direttore del Museo dell'Ermitage di San Pietroburgo.
56. Gennadij Rajkov (20 gennaio 2015) - Presidente del Consiglio di amministrazione del tesoro dell'Istituto federale di Stato "Centro Federale delle tecnologie dell'informazione nell'ambito della Commissione elettorale centrale della Federazione Russa", Mosca
57. Vladimir Petrovič Podzolkov (20 gennaio 2015) - Vice Direttore dell'Organizzazione "Centro Scientifico di Chirurgia Cardiovascolare Bakulev", Mosca
58. Vladimir Žirinovskij (20 gennaio 2015) -  Deputato della Duma di Stato dell'Assemblea Federale della Federazione Russa
59. Vladislav Surkov (20 gennaio 2015) - Assistente del Presidente della Federazione Russa
60. Vasilij Jur'evič Golubev (8 marzo 2015) - Governatore dell'Oblast' di Rostov
61. Valentin Zorin (8 marzo 2015) - Editorialista politico delle trasmissioni statali nella Direzione statale federale unitaria "Agenzia Internazionale Informazioni Russia Today", Mosca
62. Aleksej Gordeev (23 marzo 2015) - Governatore dell'Oblast' di Voronež
63. Džachan Pollyeva (23 marzo 2015) - Responsabile della Duma di Stato dell'Assemblea Federale della Federazione Russa
64. Metodio (4 aprile 2015) - Metropolita di Perm' e Kungur
65. Aleksandr Vachmistrov (25 maggio 2015) - Direttore Generale della Open Joint Stock Company "Gruppo LSR", regione di Leningrado
66. Magomedali Magomedov (25 maggio 2015) -  Presidente Onorario del Consiglio di Stato della Repubblica del Daghestan
67. Aleksej Mordašov (25 maggio 2015) - Membro del Consiglio di Amministrazione della Joint Stock Company Public "Severstal", Direttore Generale della JSC "Severstal Management", regione di Vologda
68. Aleksandr Nikolaevič Šochin (25 maggio 2015) - Presidente dell'organizzazione pubblica russa "Unione russa degli industriali e degli imprenditori", Mosca
69. Nursultan Äbişulı Nazarbaev (8 giugno 2015) - Presidente della Repubblica del Kazakistan
70. Talija Jarullovna Chabrieva (29 giugno 2015) - Direttrice dell'Istituto statale federale di legislazione e diritto comparato del governo della Federazione Russa di Mosca
71. Tat'jana Kuznecova (29 giugno 2015) - Responsabile e capo contabile dell'Ufficio del Presidente della Federazione Russa
72. Georgij Semenovič (16 luglio 2015) - Direttore Generale della società a responsabilità limitata "Avangard", nella regione di Rjazan'
73. Žores Ivanovič Alfërov (16 luglio 2015) - Deputato della Duma di Stato dell'Assemblea Federale della Federazione Russa
74. Oleg Fedorovič Demčenko (16 luglio 2015) - Presidente della Open Joint Stock Company "Scientific and Production Corporation Irkut" di Mosca
75. Aleksandr Nozdračёv (16 luglio 2015) - Consigliere del Direttore generale della Open Joint Stock Company "Istituto centrale di ricerca per l'automazione e idraulica" di Mosca
76. Anatolij Vasil'evič Torkunov (16 luglio 2015) - Rettore Istituto statale federale di Alta Formazione Professionale "Mgimo" (Università), del Ministero degli Affari Esteri della Federazione Russa
77. Vjačeslav Konstantinovič Terechov (16 luglio 2015) - Primo Vice Direttore Generale della Closed Joint Stock Company "Interfax" di Mosca
78. Stanislav Čerčesov (24 luglio 2018) - Commissario tecnico della Nazionale di calcio della Russia

### Insigniti con decreti inediti
1. Viktor Vasil'evič Zolotov (?) - Responsabile del Servizio di Sicurezza Presidenziale della Federazione Russa e Vice Direttore del Servizio federale di sicurezza della Federazione Russa
2. Michail Kiyko (?) -  Vice Direttore del Servizio federale russo per il controllo della droga
3. Vladimir Aleksandrovič Dmitriev (4 aprile 2012) - Presidente della Banca per lo Sviluppo e il Commercio Estero
4. Vladimir Churov (3 maggio 2012) - Presidente della Commissione Elettorale Centrale della Federazione Russa
5. Stanislav Vavilov (3 maggio 2012) - Vice Presidente della Commissione Elettorale Centrale della Federazione Russa
6. Vladimir Michailovič Michalkin (27 novembre 2012) - Maresciallo di Artiglieria, Ispettore Generale del Ministero della Difesa della Federazione Russa
7. Aleksandr Chloponin (2012) - Vice Presidente della Federazione Russa e plenipotenziario del Presidente della Federazione Russa nel Distretto Federale del Caucaso del Nord
8. Dmitri Ivanovič Michailik (3 giugno 2013 - Tenente Generale, pensionato, capo delle istituzioni fiscali federali "Centro Nazionale per la gestione delle crisi"
9. Vladimir Chernavin - (10 dicembre 2013) - Ammiraglio e principale dell'ufficio analisi dell'ispettorato del Ministero della Difesa
10. Aleksandr Dmitrievič Žukov (24 marzo 2014) - Primo Vice Presidente della Duma di Stato dell'Assemblea Federale della Federazione Russa
11. Vladimir Olegovič Potanin (24 marzo 2014) - Direttore generale di MMC "Norilsk Nickel"
12. Sergej Viktorovič Bachin (24 marzo 2014) - Direttore Generale della "Rose Farm" e Presidente del Consiglio di Amministrazione di "Agranta"
13. Vladimir Ivanovič Jakunin (24 marzo 2014) - Presidente delle Ferrovie Russe
14. Viktor Feliksovič Veksel'berg (24 marzo 2014) - Presidente del Consiglio di Amministrazione del gruppo di società "Renova"
15. Oleg Vladimirovič Deripaska (24 marzo 2014) - Presidente del Consiglio di Vigilanza di Basic Element
16. Aleksej Borisovič Miller (24 marzo 2014) - Presidente di "Gazprom" S.p.A.
17. German Oskarovič Gref (24 marzo 2014) - Presidente del Consiglio di Amministrazione della Cassa di Risparmio della Federazione Russa
18. Vladimir Rudol'fovič Solovëv(22 aprile 2014) - Giornalista televisivo e radiofonico
19. Dmitrij Bulgakov (2014) - Vice Ministro della Difesa della Federazione Russa
20. Nikolaj Pankov (2014) - Segretario di Stato del Ministero della Difesa della Federazione Russa e Vice Ministro della Difesa della Federazione Russa
21. Ruslan Calikov (2014) - Vice Ministro della Difesa della Federazione Russa
22. Oleg Michajlovič Budargin (2014) - Direttore Generale della JSC "Rete Russa", Mosca
23. Aleksandr Aleksandrovič Volkov (2014) - Membro del Consiglio della Federazione dell'Assemblea Federale della Federazione Russa della Repubblica di Udmurtia e rappresentante nel Consiglio della Federazione dell'Assemblea Federale della Federazione Russa del corpo legislativo del governo della Repubblica di Udmurtia
24. Sergej Vadimovič Stepašin (2014) - Presidente del Consiglio di Stato di Vigilanza del Fondo di assistenza alla riforma degli alloggi e servizi comunali
25. Aleksandr Donnole (2014) - Vice-Presidente della Corporation di Stato "Olympstroy"
26. Gennadij Gubin (2014) - Vice-Presidente della Corporation di Stato "Olympstroy"
27. Sergej Petrovič Tsoy (2014) - Primo Vice Direttore Generale della JSC "RusHydro"
28. Dmitrij Timofeevič Jazov (2014) - Maresciallo dell'Unione Sovietica
29. Vitalij Nikitič Ignatenko (2014) - Primo Vice Presidente del Consiglio della Federazione dell'Assemblea Federale degli Affari Internazionali
30. Sergej Kužugetovič Šojgu (2014) - Generale d'armata e Ministro della Difesa della Federazione Russa
31. Alisher Usmanov (2014) - Imprenditore, fondatore di "USM Holdings"
32. Sergej Borisovič Ivanov (?) - Capo dell'Amministrazione del Presidente della Federazione Russa
33. Valery Marchenkov (?) - Colonnello generale e Responsabile dell'Università Militare del Ministero della Difesa della Federazione Russa
34. Aleksej V. Kukuškin (?) - Membro del Consiglio di veterani delle Forze aviotrasportate
35. Sergej Ottovič Frank (2015) - Direttore Generale della PJSC "Sovcomflot"
36. Oleg Syromolotov (?) - Capo del Servizio federale di controspionaggio russo
37. Dimitrij Romanovič Romanov (2016) - [2]
38. Machmud-Ali Kalimatov (2024) - Capo della Repubblica russa di Inguscezia